# Чернега Василь Якимович
Чернега Василь Якимович (3 квітня 1926, Нечаївка — 21 грудня 2005, Новоукраїнка) — український радянський педагог, досвідчений наставник та організатор. 

## Життєпис
Учасник Німецько-радянської війни. Після служби у Збройних силах СРСР (1944—1950 рр.) працював у Кіровограді інструктором інженерної підготовки ДТСААФ. Закінчив Кіровоградський педінститут та історичний факультет Одеського університету. Працював учителем історії та директором Новоукраїнської СШ № 4, яку очолював протягом 26 років (1963—1989 рр.). 

## Нагороди
Кавалер орденів Слави ІІІ ст., Великої Вітчизняної війни ІІ ст., «За мужність» та ін. 